# 羅爾巴赫 (伯恩州)
罗尔巴赫（德語：Rohrbach，發音：[ˈʁoːɐbax] ⓘ）是瑞士伯恩州的一个市镇，总面积4.1平方千米，2018年12月31日总人口为1,480人。